# 东海岛铁路

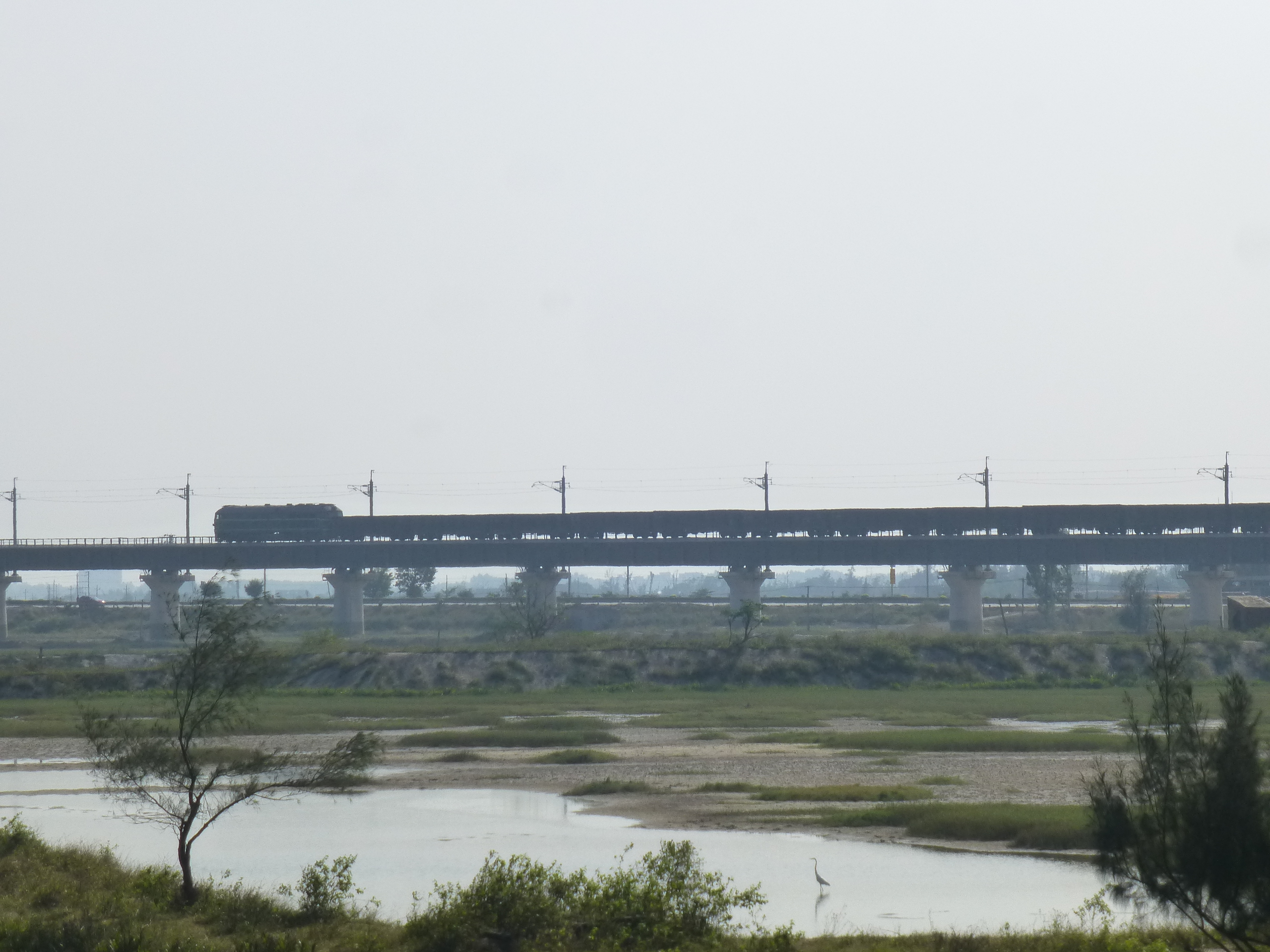
东海岛铁路

东海岛铁路，位于广东省湛江市，全长59.42公里，由茂湛铁路黄略站至粤海铁路湛江西站，及湛江西站至东海岛钢铁和炼化厂区两部分组成。

## 技术

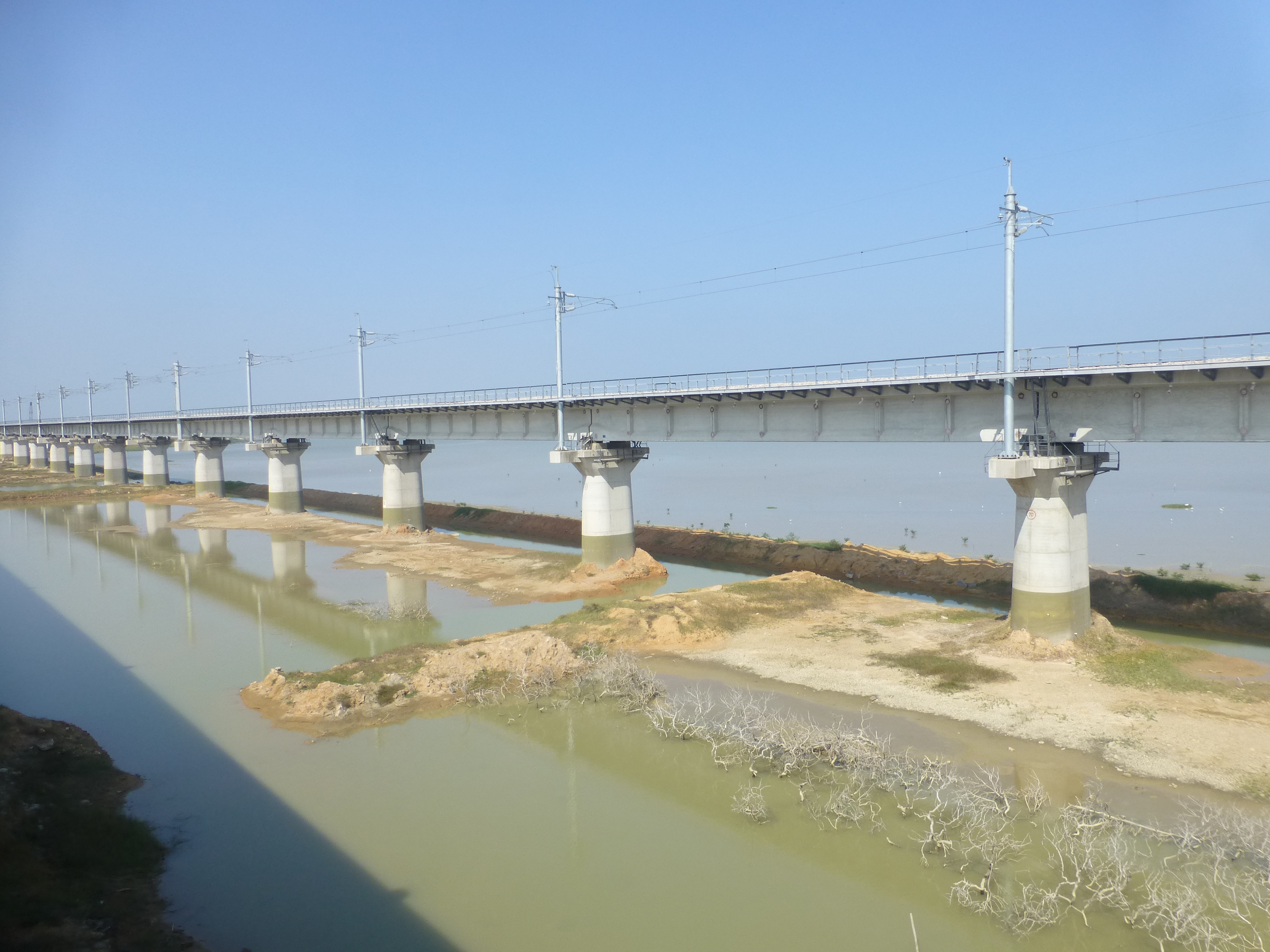

茂湛铁路黄略站至粤海铁路湛江西站，双线电气化客货运国铁I级，长17.56公里，速度200公里/小时，预留250公里/小时。最小曲线半径3500米。限制坡度：6‰；牵引质量4000吨；到发线有效长度850米。
湛江西站至东海岛宝钢湛江钢铁基地、中科炼化项目厂区，单线电气化客货运国铁I级，长39.75公里，速度120公里/小时。限制坡度6‰；最小曲线半径：一般1200米，困难800米。牵引质量4000吨。到发线有效长度：850米。半自动闭塞。包括全长8973米的通明湾特大桥（共有275个墩台，其中84号墩—178号墩全部位于通明湾）、文村1＃特大桥、调文村2＃特大桥、红星水库特大桥等重点工程。

## 历史
施工单位中铁建22局、中铁六局。2017年8月2日全线铺通。2018年2月9日，新建湛江东海岛铁路正式开通运营。黄略至湛江西段已与深茂铁路江门至茂名段及电气化改造后的茂湛铁路茂名至黄略段合并为深湛铁路，并于2018年7月1日开通客运。